# Cristiano Zanetta de Matos
Cristiano Zanetta de Matos (Clevelândia, 1978) é um empresário, palestrante e filantropo brasileiro. Formado em educação física pela Universidade do Extremo Sul Catarinense (Unesc) em Criciúma é o desenvolvedor da técnica de preparação física "SuperHero", que vincula o desenvolvimento corporal com práticas sociais. Se destacou a partir de 2018, quando o programa Balanço Geral fez uma matéria sobre ele, projetando suas ações de forma nacional. Sua atuação filantrópica obteve vários reconhecimentos locais e nacionais, notadamente a condecorações do Exército do Brasil por relevantes serviços para a humanidade. O “Batman do Brasil”, como passou a ser chamado, tem seu pseudônimo reconhecido pela dona da marca “Batman”, a Warner Bros.

## Biografia

### Vida pessoal
Nasceu na cidade paranaense de Clevelândia e ainda criança teve um episódio traumático. Aos 6 anos a casa em que sua família morava incendiou e Cristiano e suas irmãs foram salvas pelos Bombeiros Militares.
Já adulto foi estudar em Santa Catarina, na cidade de Criciúma, onde terminou o curso de Educação Física, na Unesc, sendo um profissional registrado no Conselho Federal de Educação Física. Nesta época atuou na ajuda a pacientes pela turma do Doutores da Alegria, quando fez um treinamento ainda na faculdade. Passou a residir na região sul de Santa Catarina, na cidade de Urussanga, onde foi proprietário de uma academia.
Seu pai foi acometido por câncer em 2005. A doença provocou uma depressão em seu pai, que viu no filho uma força motivadora para lutar pela vida. Neste momento Cristiano fez uma promessa ao pai: exercer voluntariamente um trabalho social em hospitais, inspirado nos ‘Doutores da Alegria'.
Sua iniciativa em cumprimento da promessa começou com a figura do palhaço, mas em 2008 mudou para o Batman, por ser uma figura séria, frente ao diálogo com pessoas em estágio depressivo durante o tratamento do câncer.

### Filantropia
Sua atuação em decorrência do contato com as crianças que desenvolvem depressão pelos efeitos colaterais do câncer e seus tratamentos severos fez da sua atuação algo que ganhasse relevo. Mas por já ser fã do “Homem Morcego”, tinha comprado um traje de motociclista estilizado, que passou a usar na interação com as crianças em estágio mais depressivo de convivência com a doença.
Sua atuação começou a ganhar destaque local em 2013, com o nome de "Batman Cosplay", tendo aparecido em programas de TVs locais, da região sul de Santa Catarina, na região entre Tubarão e Criciúma. 
Em 2014, depois de uma atuação com uma criança em negação, a gestão do hospital fez um contato formal pedindo que sua visita fosse oficializada e a partir disso seu contato com os pacientes foi sistematizado e apoiado pelo hospital, ganhando destaque. Neste mesmo ano foi produzido um fan film de animação, em que ele narra sua história.
Em 2016 sua atuação já era noticiada e foi contabilizada pelo autor Lincoln Nery, que catalogou trajetórias de vida de pessoas usando a figura do “Batman” para várias finalidades. No início de 2018 uma campanha local de ajuda para sua atuação mobilizou a cidade de Criciúma, sempre mobilizando a sociedade em benefício de quem mais precisa de cuidados contra o câncer.
Em 2018 seu trabalho humanizado chegou ao nível nacional, tendo motivado vários outros voluntários a atuarem como “Heróis da alegria”, além de participar de campanhas educativas diversas e atuação filantrópica depois de aparecer no programa Balanço Geral da RecordTV.
Durante o ano de 2019, vários reconhecimentos e viagens pelo Brasil, divulgando sua atuação viram manchetes, levando sua mensagem por todo o país, influenciando pessoas em vários lugares, como em Caetanópolis, em Minas Gerais.  Nesta época, seu trabalho também foi destaque para estudantes universitários que realizaram estudos de caso a partir de suas ações.
Em março de 2020, pouco antes da pandemia de COVID19, participou do evento TEDxFloripa. Recentemente, em 2022, tem ganhado destaque sua atuação filantrópica, com várias matérias em jornais de todo o Brasil, com divulgação sobre trabalho voluntário, empreendedorismo social, dentre outros temas sociais.

### Palestrante
Sua carreira de palestrante se desenvolveu em paralelo com sua ação social e filantrópica, ganhando destaque depois de participar do TEDxFloripa e do Fator X, onde sua trajetória foi apresentada para o público nos moldes de apresentações curtas, de 15 minutos, revelando como gerar impacto positivo nas pessoas. Em matéria divulgada no portal da Federação Brasileira de Hospitais sua atuação foi destacada como reinventora de ações sociais, do trabalho humanizado ligado ao trabalho voluntário, em oposição a casos contra a ética médica. Esse destaque do seu trabalho voluntário foi apresentado como ação que se desenvolve também nas suas palestras. 
Suas apresentações, lúdicas, trajado de Batman em conjunto com temas abordando a superação de desafios, enfrentamento do sofrimentos e inspiração de atitudes positivas e construtivas, são vistos como de grande impacto para a saúde dos que estão passando pelo tratamento de doenças severas ou grande sofrimento. Apresenta ainda temas de liderança, vendas, propósito, humanização, transformação e inteligência emocional

## Reconhecimento e Condecorações
- No dia 5 de novembro de 2018, no Teatro Elias Angeloni, o Troféu Parceiros da 20ª Gerência Regional de Saúde, destacando a importância do voluntariado, agraciado pela Gerência Regional de Saúde, da Secretaria de Saúde do Governo do Estado de Santa Catarina.[29]
- No dia 25 de março de 2019, na Câmara Municipal de Criciúma, recebeu “Moção de Aplauso” em reconhecimento pelo trabalho social que realiza junto às crianças em tratamento oncológico.[30]
- No dia 9 de abril de 2019, na Câmara Municipal de Urussanga, recebeu o título de Cidadão Honorário de Urussanga.[31]

- No dia 19 de novembro de 2019, no 28º Grupamento de Artilharia de Campanha do Exército do Brasil, recebeu a Medalha Serviço de Saúde FEB, “em reconhecimento às qualidades e virtudes aos inestimáveis serviços de amparo prestados à humanidade e à sociedade de forma honrada e digna”. Condecoração agraciada pela Associação Nacional dos Veteranos da Força Expedicionária Brasileira - ANVFEB.[32]
- No dia 19 de novembro de 2019, na mesma solenidade anterior, recebeu a " Medalha de Honra do 28° Grupo de Artilharia de Campanha: Sentinela do Extremo Sul Catarinense" por ter permanecido em formação durante a solenidade, demonstrando sua preparação e atenção ao compromisso da solenidade.[32]

## Ligações Externas
- Cristiano Zanetta - Batman do Brasil